# Bank of Canada
Bank of Canada (fransk: Banque du Canada) er Canadas centralbank. Banken blev grundlagt d. 3. juli 1934 som en privatejet virksomhed. I 1938 blev banken kronens selskab, hvilket betyder at den tilhører den siddende monark i Canada. Finansministeren sidder på hele aktiekapitalen udstedt af banken. "i sidste ende er det finansministeren der ejer banken på vegne af Hendes Majestæt i Canada".
Bankens opgave er at "fremme den økonomiske og finansielle velfærd i Canada." Ansvarsområder for banken er pengepolitik, som føres i form af en inflationsmålsætning. Det er samtidig det eneste pengeinstitut, der må udstede canadiske pengesedler, og banken skal fremme et sikkert forsvarligt økonomisk system i Canada. Desuden har den centrale bankopgaver for regeringen og andre kunder.
Bankens hovedsæde findes i Bank of Canada Building i nationens hovedstad, Ottawa. Bygningen huser også Currency Museum, som åbnede i december 1980.

## Ledelse
Banken ledes af sin direktør, på engelsk benævnt "governor":
- Graham Towers (1934–1954)
- James Coyne (1955–1961)
- Louis Rasminsky (1961–1973)
- Gerald Bouey (1973–1987)
- John Crow (1987–1994)
- Gordon Thiessen (1994–2001)
- David A. Dodge (2001–2008)
- Mark Carney (2008–2013)
- Stephen Poloz (2013-2020)
- Tiff Macklem (2020-)